# Торонто Блу-Джейс

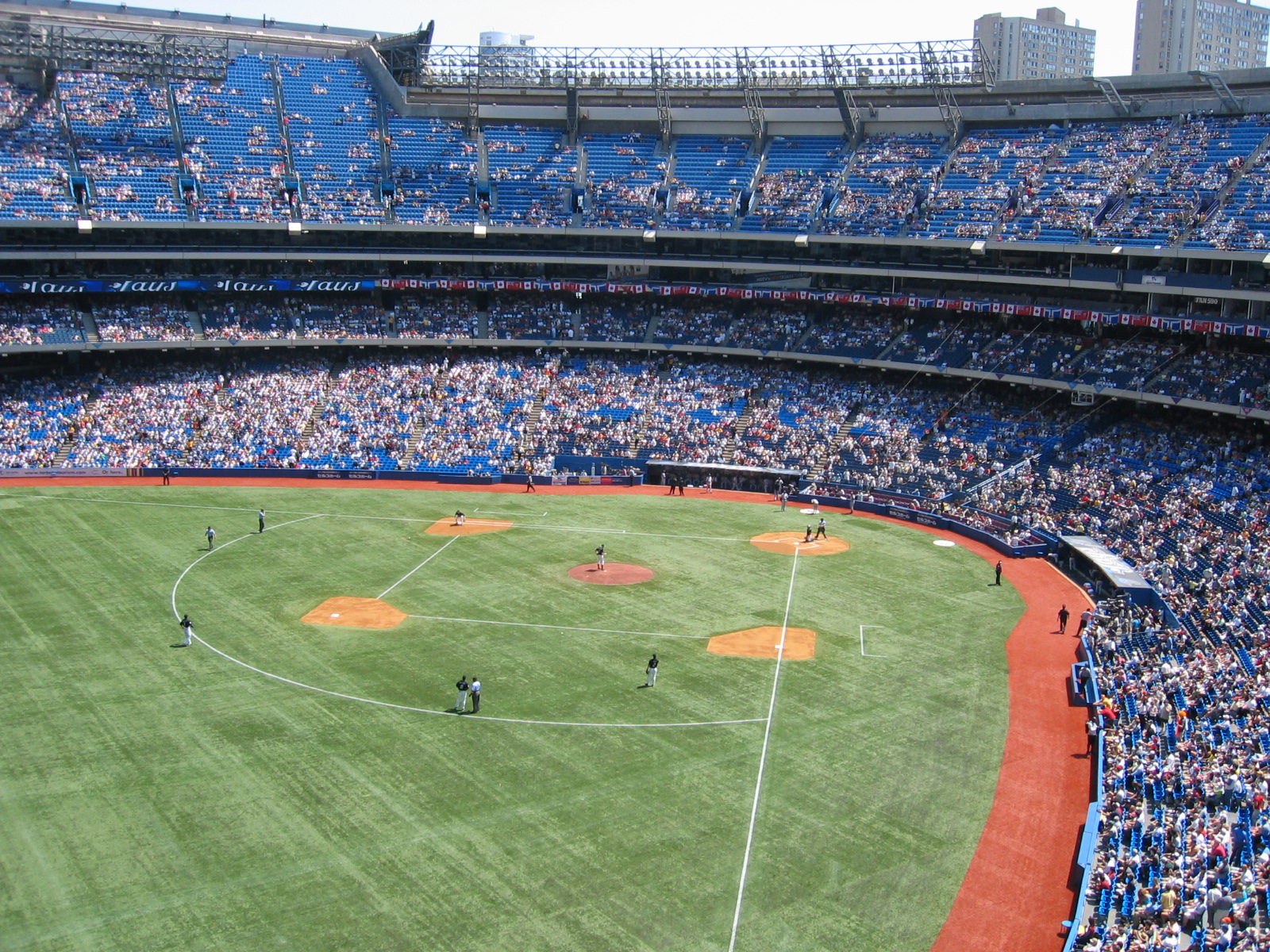
Роджерс-центр

Торонто Блу-Джейс (англ. Toronto Blue Jays) професійна бейсбольна команда розташована в місті Торонто в провінції Онтаріо заснована у 1976. Команда є членом Східного дивізіону, Американської бейсбольної ліги, Головної бейсбольної ліги.
Домашнім полем для Блу-Джейс є Роджерс-центр (частіш: Скайдом) у центрі міста.
Блу-Джейс виграли Світову серію чемпіонату Головної бейсбольної ліги у 1992 і 1993 роках.

## Посилання

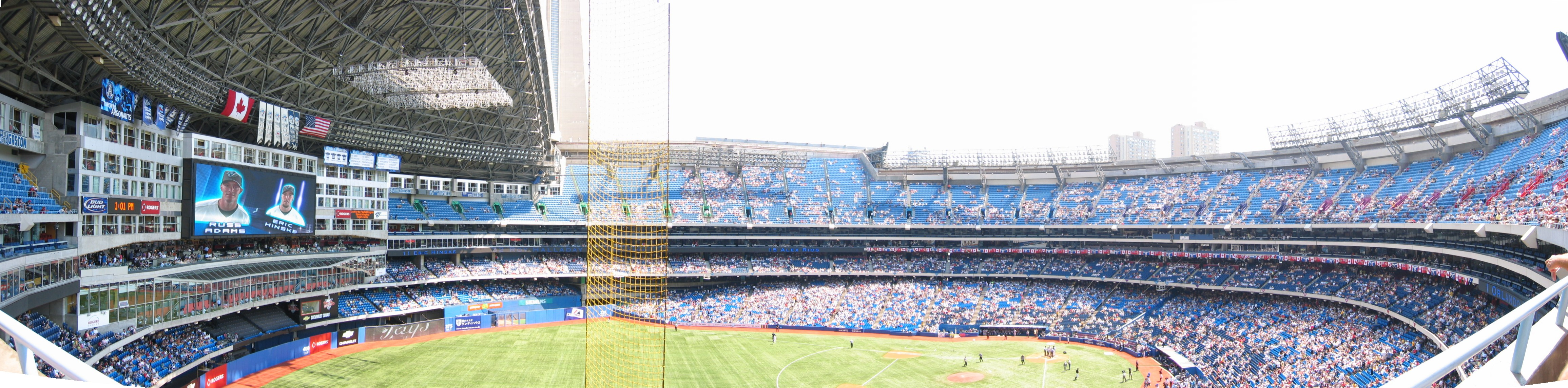
Панорама Роджерс-центру